# Jan Willem Verlinden
Jan Willem Antonius Marie Verlinden ('s-Hertogenbosch, 29 januari 1941 – Amsterdam, 21 oktober 2012) was een Nederlands politicus van de VVD.
Jan Willem Verlinden studeerde rechten en internationale betrekkingen. Van 1979 tot 1986 was hij burgemeester van de toenmalige gemeente Wehl en aansluitend tot april 2003 burgemeester van gemeente Renkum. Bij zijn afscheid kreeg hij de erepenning van de gemeente. Verder was hij Ridder in de Orde van Oranje-Nassau. Eind-2012 overleed hij op 71-jarige leeftijd.